# (2741) Вальдивия
(2741) Вальдивия (англ. 2741 Valdivia), ранее 1975 XG — астероид из главного пояса, диаметр составляет около 11 км. Открыт 1 декабря 1975 года чилийскими астрономами Карлосом Торресом и Серджио Барросом в Национальной обсерватории Чили к северо-западу от Сантьяго. Объект назван в честь испанского конкистадора Педро де Вальдивия.

## Орбита и классификация
Вальдивия не принадлежит к какому-либо семейству астероидов. Обращается вокруг Солнца на расстоянии 2,1-3,1 а. e. с периодом 4 года и 3 месяца (1540 дней). Орбита имеет эксцентриситет 0,18 при наклонении 10° относительно плоскости эклиптики.
Впервые астероид был идентифицирован как 1935 CM при наблюдениях в Королевской обсерватории Бельгии в феврале 1935 года, при этом дуга наблюдения началась спустя две недели, более чем за 40 лет до официального открытия по наблюдениям в обсерватории в Чили.

## Физические характеристики

### Период вращения
В августе 2016 года группой испанских астрономов-любителей OBAS была получена качественная вращательная кривая блеска астероида. Анализ кривой блеска показал, что период вращения равен 4,098 часа при амплитуде блеска 0,25 звёздной величины. Ранее в мае 2003 года фотометрические наблюдения, проведённые Дональдом Прэйем в обсерватории Карбункул-Хилл, дали значение периода вращения 4,096 часа при амплитуде блеска 0,40 звёздной величины.
Астрономы из группы Palomar Transient Factory приводят значение периода обращения 4,096 часа при амплитуде блеска 0,28 звёздной величины по состоянию на май 2011 года, французский астроном-любитель Рене Рой получил значение периода обращения 8,1922 часа с амплитудой блеска 0,36.

### Полюса
В 2016 году в рамках международного исследования было проведено моделирование кривой блеска с периодом 4,09668 часа, были обнаружены две оси вращения с полюсами (269.0°, −31.0°) и (103.0°, −59.0°) в эклиптической системе координат (λ, β).

### Диаметр и альбедо
Согласно обзору, проведённому в рамках проекта NEOWISE телескопа NASA Wide-field Infrared Survey Explorer, Вальдивия обладает диаметром от 9,13 до 11,679 км, а альбедо поверхности составляет от 0,205 до 0,404, но наблюдения на японском спутнике Akari дали значение альбедо 0,244 и диаметра 10,73 км.
Ресурс Collaborative Asteroid Lightcurve Link предоставляет значение альбедо 0,10 — компромиссное значение между альбедо астероидов класса C (0,057) и астероидов класса S (0,20), что даёт оценку диаметр 17,52 км при абсолютной звёздной величине 11,9.

## Название
Малая планета была названа по имени испанского конкистадора Педро де Вальдивии (1502—1553), завоевавшего Чили и служившего под командованием Франсиско Писарро. Вальдивия основал города Сантьяго (1541) и Консепсьон (1550). Город Вальдивия в южном Чили также назван в его честь. Официально название астероиду было присвоено Центром малых планет 26 марта 1986 года.